# Air Force Nuclear Weapons Center
Lo Air Force Nuclear Weapons Center (AFNWC) è un centro di sviluppo dell'Air Force Materiel Command. Il suo quartier generale è situato presso la Kirtland Air Force Base, nel Nuovo Messico.

## Missione
Il centro è il punto di riferimento all'interno dell'Air Force Materiel Command per il nucleare, allineando tutti gli aspetti della gestione del materiale atomico in forza ai suoi comandanti in supporto diretto all'Air Force Global Strike Command. Il reparto impiega circa 1.100 uomini distribuiti in 18 località in tutto il mondo ed è suddiviso in 2 direttorati esecutivi. Sono presenti inoltre diversi direttorati funzionali e il suo comandante ricopre lo stesso ruolo anche per l'Air Force Program Executive Officer (PEO) per i sistemi strategici.

## Organizzazione
- Nuclear Command, Control and Communications Directorate, Hanscom Air Force Base, Massachusetts
- Strategic Systems Directorate

## Storia

### Operazioni
Lo Air Force Nuclear Weapons Center fu inizialmente formato come sviluppo del dopoguerra rispetto al Progetto Manhattan, che fin dal principio era stato concepito dall'esercito statunitense come organizzazione temporanea per produrre una bomba atomica. Finita la guerra, l'istituzione della "Divisione Z" presso i Sandia National Laboratories portò alla creazione di un'organizzazione dell'Air Force per coordinare le attività militari con l'organizzazione civile di ricerca nel 1946.
Inizialmente appartenente a Continental Air Command e Air Material Command, il centro fu costituito come Air Force Special Weapons Command (SWC) in qualità di Major Command della United States Air Force il 1 dicembre 1949. Era al pari di Air Defense Command, Strategic Air Command, e Tactical Air Command. Assunse tutte le funzioni dei World War II Atomic Tactical and Technical Liaison Committees; la sua missione era garantire un'organizzazione per lo sviluppo e il collaudo di armi atomiche. Il nucleo di quest'organizzazione era composto degli organismi più avanzati dell'Air Force che vi erano stati collocati per determinare il futuro impiego di armi nucleari.
Lo SWC aveva il quartier generale a Kirtland AFB. Il suo compito era fornire un'organizzazione per il collaudo di sviluppo di armi speciali, tra cui quelle atomiche, biologiche e chimiche, e per aumentare l'efficienza dei mezzi aerei che trasportano tali armi. Di conseguenza, la competenza sulla ricerca nella guerra biologico-chimica fu trasferita da Wright-Patterson AFB allo SWC presso Kirkland. Lo SWC assunse tutte le funzioni già appartenute al vecchio USAF Field Office for Atomic Energy [TandTLC] e ne assunse il personale, trasferito da quell'ufficio alla struttura principale dello SWC. Al comando fu pure richiesto di procurare personale e equipaggiamenti per lo sviluppo ed il collaudo di apparati aeronautici e accessori per le necessarie operazioni di supporto a terra in relazione ad armi speciali. Poco dopo la sua costituzione, lo SWC subentrò allo Air Materiel Command nella responsabilità di gestire Kirtland.
Lo SWC fungeva anche da fonte primaria di informazioni tecnico-scientifiche sullo sviluppo di armi speciali. Per svolgere i suoi compiti, lo SWC rinominò numerose unità già appartenute allo USAF Field Office of Atomic Energy senza però modificarne l'ubicazione.

Nel 1951 a Kirtland si trovavano le seguenti unità SWC:
- 4901st Special Weapons (in seguito, Support) Wing (Atomic)
- 4925th Special Weapons (in seguito, Test) Group (Atomic)
- 4905th Maintenance and Supply Group
- 4910th Air Base Group.

Sembra che il 4901st Special Weapons Wing avesse il controllo amministrativo sui gruppi, con il 4905th Maintenance and Supply Group e il 4910th Air Base Group incaricati rispettivamente del supporto e del ruolo di unità di guarnigione, mentre il 4925th Special Weapons Group fosse il reparto preposto alle effettive operazioni dei test atomici.
Nel gennaio 1950 il presidente Harry S. Truman ordinò alla Atomic Energy Commission di intensificare la ricerca termonucleare, con l'obiettivo essenziale di acquisire la prontezza operativa in vista di un eventuale impiego della bomba ad idrogeno. L'unità USAF su cui prevalentemente gravava questa missione era il 4925th Special Weapons Group. Quella unità annoverava brillanti aviatori USAF e personale di supporto, incaricati di provare tutti gli aerei in dotazione USAF che avessero idoneità all'uso di armi atomiche. Al 4925th Special Weapons Group furono trasferiti i più abili piloti di bombardieri e di caccia, assieme ad esperto personale di supporto. Il 4925th Special Weapons Group fu rinominato 4925th Test Group (Atomic) e per 11 anni fu la punta di diamante delle competenze nucleari di Kirtland.
Le responsabilità dello SWC furono espanse nel luglio 1951, abbracciando l'osservazione del Military Weapons Effects Program, la serie in corso di test nucleari di vasta scala, ed il controllo complessivo sul personale USAF che vi partecipava.
Il 4930th Test Support Group era "un quadro di sostegno per il personale USAF che partecipava alle Joint Task Forces per i test nucleari all'estero".
Il comando fu rinominato Air Force Special Weapons Center (AFSWC) e posto alle dipendenze dello Air Research and Development Command il 1 aprile 1952, perdendo la condizione di major command.
Come AFSWC divenne uno dei centri autonomi di ricerca e sviluppo all'interno del comando. La sua missione era assicurare la potenzialità atomica di aerei e missili. Negli anni 1950 parte del suo personale ed alcuni aerei parteciparono ai test nucleari atmosferici in Nevada e nei Pacific Proving Grounds. Le prime competenze scientifiche dell'Air Force alla base furono create nella prima metà degli anni 1950. I biofisici facevano volare di proposito degli aerei attraverso nubi nucleari per determinare i rischi di radiazione. I tecnici inoltre lanciavano razzi-sonda perché i fisici potessero studiare gli effetti delle esplosioni nucleari ad alta quota e la natura delle fasce di Van Allen (al tempo una scoperta recente) attorno alla Terra.

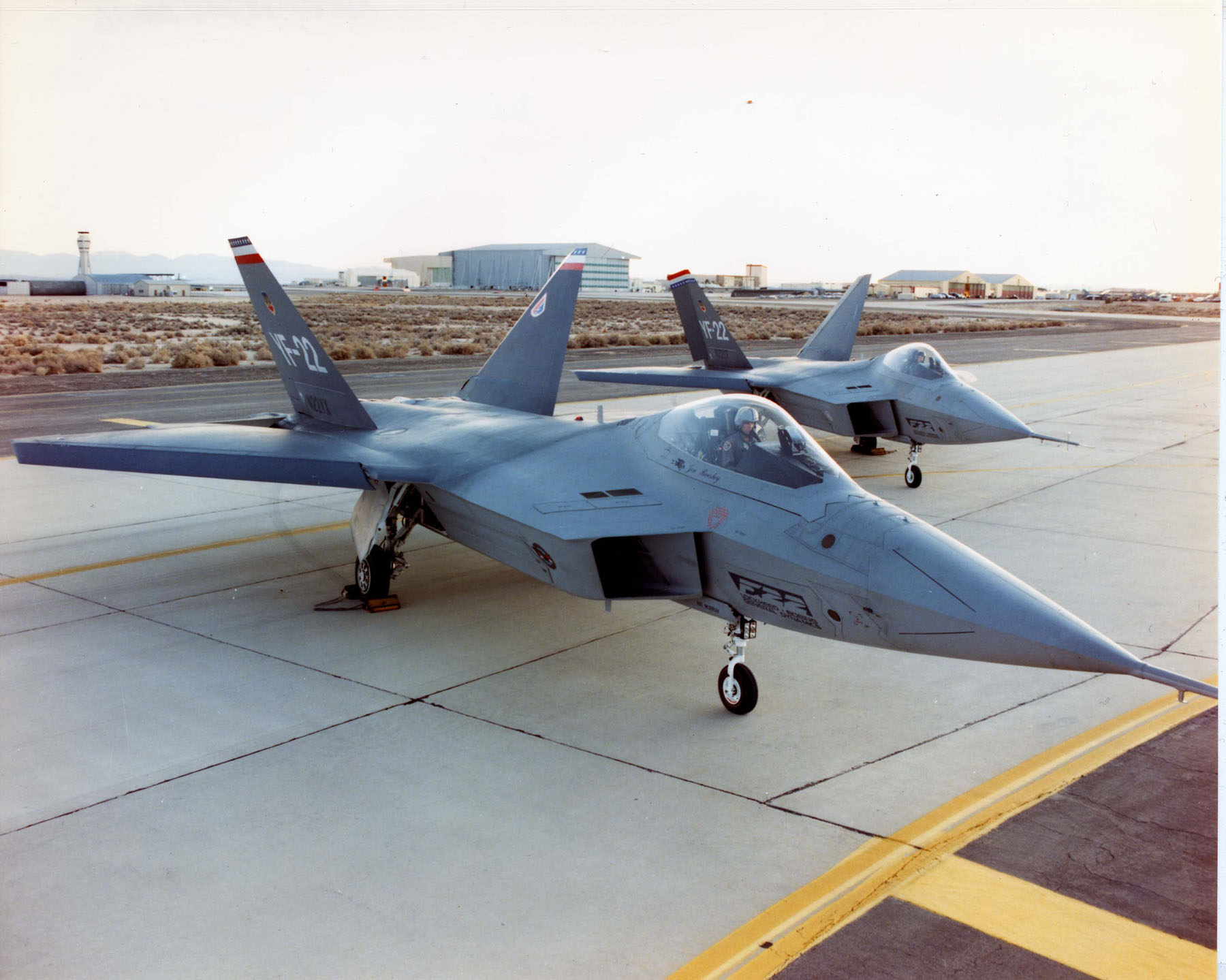
Due prototipi Lockheed-Boeing-General Dynamics YF-22 (Advanced Tactical Fighter), 1990. Lo YF-22 fu l'ultimo grande sistema d'arma consegnato allo Air Force Systems Command prima della sua disattivazione ed incorporazione nell'Air Force Materiel Command.

Sin dal principio della Guerra fredda, per la necessità di provare e valutare le tecnologie degli aerei supersonici, le inerenti munizioni, e poi anche i sistemi spaziali, l'Air Force dovette costruire strutture specializzate di prova sul terreno. Mentre le armi atomiche e i dispositivi elettronici diventavano sempre più connaturati alla forza aerea, furono creati due nuovi siti di prova e valutazione (Test and Evaluation — T&E). Lo Special Weapons Center (SWC) di Kirtland Air Force Base (Nuovo Messico) si orientò sulle tecnologie che sostenevano lo sviluppo di armi nucleari.
Hanscom Air Force Base (Massachusetts) si dedicò invece ai nuovi livelli di sofisticazione nello sviluppo di congegni elettronici e avionici. Ma entrambi i test furono interrotti in ambedue i siti alla fine degli anni 1970 dato che l'Air Force riteneva che i limitati fondi di ricerca e sviluppo fossero meglio spesi in tecnologia piuttosto che sulle infrastrutture.
Un aspetto dell'ambiente di prova consiste nel fatto che le caratteristiche di un particolare sito possano essere congeniali (o svantaggiose) per il collaudo di armi come le tecnologie degli aerei supersonici, le inerenti munizioni, ed i sistemi spaziali. Ad esempio, lo Special Weapons Center fu istituito a Kirtland Air Force Base in considerazione della concentrazione di tecnologie e industrie che sostenevano lo sviluppo di armi nucleari nella zona.
Nel 1958 gli scienziati dello Special Weapons Center iniziarono a simulare gli effetti di esplosioni nucleari per salvaguardare i missili, i siti di lancio e gli aerei degli Stati Uniti dall'eventualità di un attacco nemico. E proprio nel 1958 fu costruito in una mensa abbandonata di Kirtland il primo simulatore di effetti nucleari.
A seguito del Trattato sulla messa al bando parziale degli esperimenti nucleari (1963), da elementi del Research Directorate dello Special Weapons Center fu creato lo Air Force Weapons Laboratory (AFWL). Lo Special Weapons Center cedette gran parte del suo lavoro di ricerca e sviluppo al neonato Laboratory. Il Center proseguì la sua missione di test e valutazione, e nella gestione di Kirtland.  Negli anni 1960 il Weapons Laboratory costruì strutture per simulare effetti nucleari come la radiazione transitoria, i raggi X e l'impulso elettromagnetico (EMP).
Lo Special Weapons Center assunse la direzione delle strutture di test e valutazione di Air Force Systems Command ad Holloman Air Force Base presso Alamogordo (Nuovo Messico), nell'estate del 1970. E appena un anno dopo, il 1 luglio 1971, Kirtland si unì con Manzano e Sandia Base, le sue vicine ad est, per dar vita all'esteso complesso militare noto come Kirtland Air Force Base. Il centro allora iniziò a prestare servizi di supporto della base e continuò in tal modo nei successivi cinque anni, mentre il comando del campo, Defense Nuclear Agency, divenne la più importante organizzazione ospitata, invece che il gestore della base.
Per esigenze di ristrettezze finanziarie, l'Air Force Special Weapons Center fu disattivato il 1 aprile 1976. Nel 1976 AFSWC fu chiuso e le funzioni OPR andarono allo AFWL. Lo stesso giorno le responsabilità dello Special Weapons Center come "padrone di casa" di Kirtland furono trasferite alla Air Force Contract Management Division.
Il 31 marzo 2006 l'Air Force riattivò l'unità come Nuclear Weapons Center, riunendo il coordinamento delle armi nucleari in un'organizzazione unica. Nel 2008 il Nuclear Weapons Center fu rinominato Air Force Nuclear Weapons Center.
Nell'intento di semplificare mantenimento e acquisizione nucleari, il centro fu riorganizzato nel 2015. Il 377th Air Base Wing fu trasferito allo Air Force Global Strike Command e le attività di manutenzione in Europa alle United States Air Forces in Europe - Air Forces Africa con effetto 1 ottobre 2015. Nello stesso periodo il comandante di AFNWC assunse la duplice responsabilità di Program Executive Officer for Strategic Systems riunendo le attività di mantenimento precedentemente condotte dal centro con le funzioni di acquisizione in precedenza svolte dal Program Executive Officer.

### Allineamento
- Costituito come 428th Army Air Forces Base Unit (Flight Test) (in seguito Special) e attivato il 1 febbraio 1946
- Rinominato 2758th Air Force Base Unit il 28 agosto 1948
- Rinominato 2758th Experimental Wing il 1 giugno 1949
- Costituito come Special Weapons Command e attivato il 1 dicembre 1949
  - Rinominato 2758th Experimental Wing e diventando unità subordinata
- Rinominato Air Force Special Weapons Center (perdendo la condizione di Major Command) il 1 aprile 1952
- Disattivato il 1 aprile 1976
- Rinominato Nuclear Weapons Center il 14 febbraio 2006
- Attivato il 31 marzo 2006
- Rinominato Air Force Nuclear Weapons Center il 29 febbraio 2008

### Assegnazioni
- 58th Bombardment Wing, dal 1 febbraio al 1 dicembre 1946
- Air Force Materiel Command, 1 dicembre 1946
- USAF Field Office of Atomic Energy, 28 agosto 1948
- Headquarters United States Air Force, 1 dicembre 1949
- Air Research and Development (in seguito, Air Force Systems) Command, dal 1 aprile 1952 al 1 aprile 1976
- Air Force Materiel Command, dal 31 marzo 2006 ad oggi

### Componenti operative

#### Wings
- 377th Air Base Wing, 31 marzo 2006 – 30 settembre 2015
- 498th Nuclear Systems Wing, 31 marzo 2006 – 27 gennaio 2012
- 2758th Experimental Wing, 1 dicembre 1949
  - Rinominato 4901st Special Weapons Wing, 1 dicembre 1949
  - Rinominato 4901st Support Wing (Atomic), 1 luglio 1951

#### Groups
- Rinominato 4900th Air Base Group (in seguito Wing), 1 aprile 1952-1 aprile 1976
- 4910th Air Base Group, 1 dicembre 1949 – 1 maggio 1955
- 4925th Special Weapons Group, 1 dicembre 1949
  - Rinominato:  4925th Test Group, 1 luglio 1951-31 agosto 1961
- 4950th Test Group (Nuclear), 1 settembre 1956 – 16 agosto 1961

### Comandanti
- Brig Gen Terrence Feehan, luglio 2006 - aprile 2008
- Brig Gen Everett Thomas, aprile 2008 - 20 gennaio 2011
- Brig Gen Garrett Harencak, 20 gennaio 2011 - 6 febbraio 2013
- Maj Gen Sandra Finan, 7 febbraio 2013 - 30 settembre 2015
- Maj Gen Scott Jansson, 1 ottobre 2015 - 5 ottobre 2017
- Maj Gen Shaun Morris, 6 ottobre 2017 - oggi